# Diffúzió
A diffúzió a fizikában, kémiában és biológiában használatos fogalom. Az anyagi részecskék (elektronok, atomok, molekulák, ionok, kolloid részecskék) áramlása, melyet a részecskék helytől függően változó koncentrációja okoz.
A szó latinból származik: diffusio szétfolyást, elterjedést jelent (dis=szét, fundere=önteni).

## A diffúzió fajtái
Többféle diffúzióról beszélhetünk.
Molekuláris diffúzió: a (molekuláris) diffúzió egy anyagáramlási jelenség, melynek hajtóereje a sűrűségkülönbség. Az anyagáramlás sebessége a sűrűséggradienssel arányos. Ha más erő nem lép fel, a diffúzió képes megszüntetni a sűrűségkülönbséget. Ezt a jelenséget Brown-mozgásnak is szokták hívni, melyet a Fick-törvény ír le. Egy szemléletes diffúziós jelenség, amikor egy látható füst betölti a szobát. De diffúziós folyamat a szagok terjedése is. Még egy példa: két kamrát egy cső köt össze, mely szeleppel zárható. Az egyiket megtöltjük valamilyen koncentrációjú jelző anyaggal. Amint kinyitjuk a szelepet anyagáramlás lép fel a csőben végül a két tartály koncentrációja kiegyenlítődik.
Turbulens diffúzió: a diffúzió fogalmat nemcsak a molekuláris diffúzióra értjük. Folyadékokban és gázokban nagyságrendekkel nagyobb átkeveredés jöhet létre.Ha a folyadékban, gázokban turbulens áramlás lép fel a részecskék a sebesség kaotikus pulzációja nyomán és a koncentráció ingadozása révén átkeverednek. A turbulens diffúzió konvekció függő (áramlás függő). A turbulens diffúzió nem valós diffúzió, hanem matematikai, azaz a gázok, folyadékok áramlását némi absztrakcióval egy diffúziós jelenségre vezetjük vissza.
A diffúziós együtthatót D-vel jelöljük, és az indexe a diffúzió milyenségét jelöli (molekuláris, hossz- vagy vertikális diffúzió stb.) Mértékegysége: {\displaystyle m^{2}/s}
Fick második törvénye:
{\displaystyle \partial _{t}\rho (\mathbf {r} ,t)=D\nabla ^{2}\rho (\mathbf {r} ,t)}.

Ez az egyenlet két másik ismert egyenletből származik.
A folytonossági egyenletből:
{\displaystyle \partial _{t}\rho (\mathbf {r} ,t)=-\mathbf {\nabla } \cdot \mathbf {J} (\mathbf {r} ,t),}
illetve Fick első törvényéből:
{\displaystyle \mathbf {J} (\mathbf {r} ,t)=-D\mathbf {\nabla } \rho (\mathbf {r} ,t)},
ahol {\displaystyle \mathbf {J} (\mathbf {r} ,t)} az anyagáramlás sűrűsége , {\displaystyle D} a diffúziós állandó, míg {\displaystyle \rho (\mathbf {r} ,t)} a diffundáló anyag sűrűsége.